# 性感染症
性感染症（せいかんせんしょう、性行為感染症、性病、英: sexually transmitted infections: STI, sexually transmitted diseases: STD, venereal diseases: VD）とは、膣性交、肛門性交、口腔性交を含む性行為によって感染する感染症である。ほとんどの性感染症は感染初期に症状を示さない。そのため他の人へ感染させやすい。花街(花柳界)で流行する病気であることから花柳病とも呼ばれていたが、1923年（大正12年）に土肥慶蔵が『性病学』を発表したことで性病とする呼び方が一般化した。
症状と徴候として膣やペニスの分泌物、性器やその周辺に生じる潰瘍、下腹部痛などが含まれる。妊娠や出産に伴う感染では新生児の予後不良となりうる。また、不妊の原因となることもある。
性感染症の原因となる細菌、ウイルス、寄生虫は30種以上にのぼる。細菌性にはクラミジア感染症、淋病、梅毒などがある。ウイルス性には性器ヘルペス、AIDS、尖圭コンジローマなどがある。寄生虫にはトリコモナス症などがある。性感染症は通常は性交によって伝播するが、汚染した血液や臓器との接触、授乳、出産など性交以外の接触によって伝播することもある。
診断検査は先進国では利用しやすいが、発展途上国においてはその限りでない。
性交を避けることは感染を回避する最も信頼のおける方法でもある。予防接種によってある種の性感染症のリスクを低減する事も可能であり、B型肝炎、一部の型のHPVがこれにあたる。コンドームの使用、不特定多数の相手と性交をしないといったセーフセックスの実施も感染のリスクを低下させる。男性の割礼はある種の性感染症の予防に効果的である。ほとんどの性感染症は寛解可能あるいは完治可能である。
一般的な性感染症の中では梅毒、淋病、クラミジア感染症、トリコモナス症が完治可能だが、ヘルペス、B型肝炎、AIDS、HPVは寛解可能である一方完治はできない。淋菌などの一部の病原体はある種の抗生物質に耐性を獲得しつつある。
2008年には5億人の人々が梅毒、淋病、クラミジア、トリコモナスのいずれかに感染したと推定された。さらに少なくとも5.3億人が性器ヘルペスに、2.9億人の女性がヒトパピローマウイルスに感染している。HIVを除いても性感染症は2013年の一年間で14万2千人の死を引き起こした。
アメリカ合衆国では2010年に1900万人が新たに性感染症に感染している。歴史的な記述は少なくとも紀元前1550年頃のエーベルス・パピルスや旧約聖書までさかのぼる。性感染症にはしばしば恥や汚名を伴う。英語では症状を示さない感染者を含む、sexually transmitted infection の語が、sexually transmitted disease や venereal disease よりも好まれて用いられる。

## 名称
世界保健機構 (WHO) は1999年から sexually transmitted infection の単語の使用を推奨している。これは sexually transmitted disease より広い意味を持つ。Infection（感染）は寄生生物の侵入を意味するが、感染が必ずしも悪影響を与えるとは限らない。Disease（疾病、疾患）においては infection が機能の異常や障害につながる。そしていずれにおいても徴候や症状を示さないことがある。
日本においては1948年に公布された性病予防法にある、梅毒、淋病、軟性下疳、鼠径リンパ肉芽腫の4疾患のことを「性病」と呼んでいたが、その後、性交およびその類似の性行為によって感染する病気を広く捉えて「STD（sexually transmitted disease）」、「性行為感染症」と呼ぶようになった。近年では「性感染症」の用語が使われることが多い。

## 徴候と症状
すべての性感染症が症状を示す訳ではなく、また症状を示すとしても感染直後にそれが現れるとは限らない。症例によっては感染症が無症状で保有される事があり、このような場合は他の人を感染させる可能性が高くなる。感染症の種類によって性感染症は不妊や慢性痛、さらには死を引き起こしうる。
性感染症に思春期以前の子どもが感染していた場合は性的虐待の可能性を示すことがある。
なお、性感染症というが、あくまで「性行為で感染することが多い」というだけであり、性行為以外でも感染することはある。他人の唾液や咳、くしゃみのしぶきなどが偶然、口や目に入ったりしても感染する可能性はある。

## 病原体

### 細菌
- 梅毒 - Treponema pallidum(英語版)[19]。次第に全身症状。
- クラミジア感染症 - クラミジア・トラコマチス: Chlamydia trachomatis[19]。以下、主に性器の痒みや分泌物。
- 淋病 - 淋菌: Neisseria gonorrhoeae[19]
- マイコプラズマ・ジェニタリウム - Mycoplasma genitalium[20][21][22]
- マイコプラズマ・ホミニス - Mycoplasma hominis[23][24][25][26][27]
- ウレアプラズマ感染症[28][29]
- 軟性下疳 - Haemophilus ducreyi(英語版)[19]。日本では少ない、性器の痛みや出血。
- 鼠径リンパ肉芽腫 - Klebsiella granulomatis(英語版)[30]。痛みのない潰瘍。かつては「第四性病」と呼ばれた。

### 真菌
- カンジダ症[19]。性器の痒みや分泌物。

### ウイルス

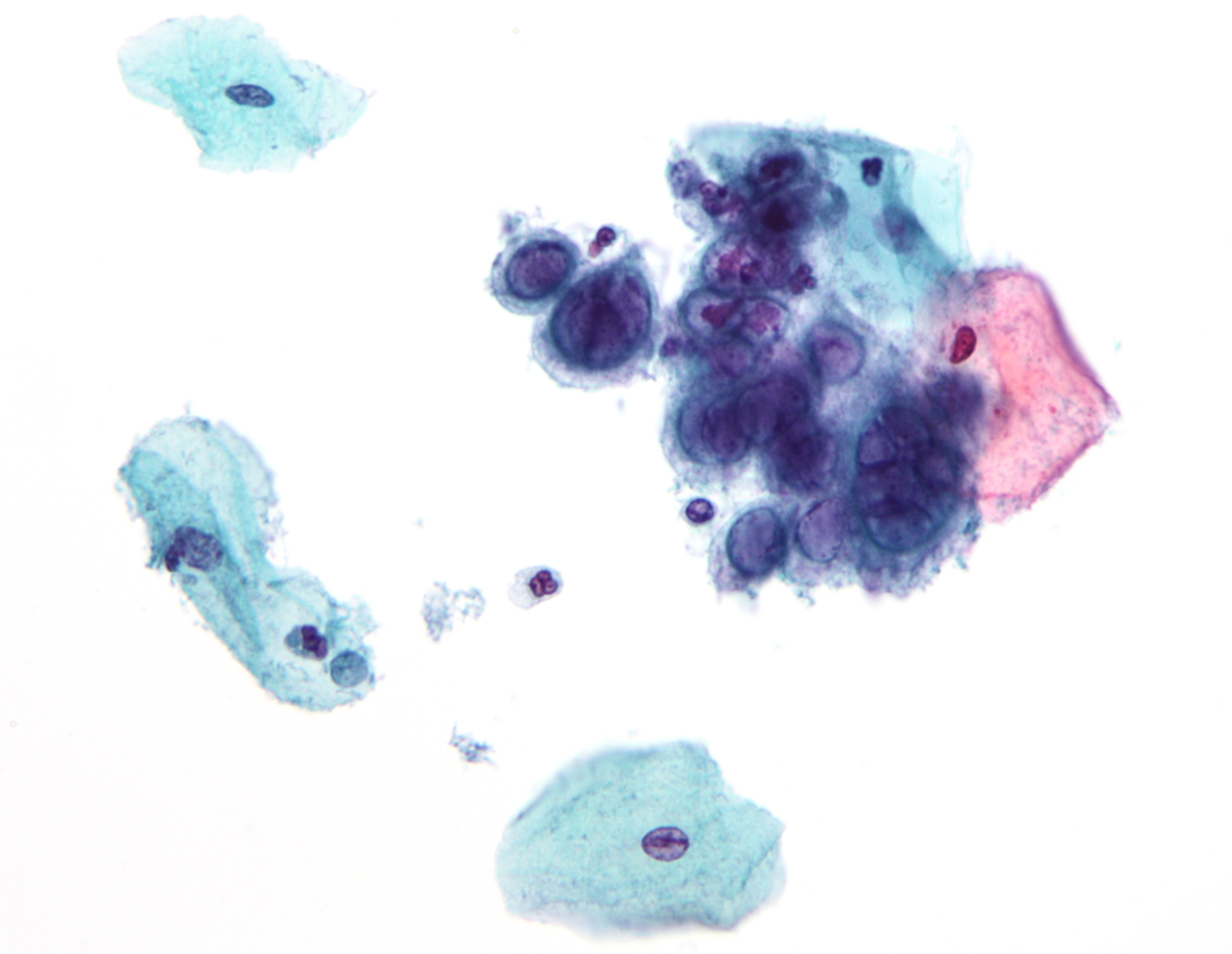
顕微鏡写真はヘルペス・ウイルスの細胞変性効果を示す。 (ground glass nuclear inclusions, multi-nucleation). パップテスト。パパニコロウ染色。

- ウイルス性肝炎（B型肝炎ウイルス）- 唾液、性器分泌液から感染し、肝機能に異常を示す。
（A型肝炎とE型肝炎は糞口感染によって伝播、C型肝炎は稀に性交感染[31]、D型肝炎（B型肝炎との共感染のみ）の感染経路ははっきりしないが、性交感染を含む可能性がある[32][33][34]。）
- 後天性免疫不全症候群（AIDS）（ヒト免疫不全ウイルス）- 性器分泌液、精液、乳、血液から感染。進行すると免疫不全に陥る。
- 単純ヘルペス（単純ヘルペスウイルス、HSV-1、HSV-2）- 皮膚や粘膜から、疱疹の有無によらず感染しうる。主に性器の水膨れと潰瘍、女性ではそれによる痛み。
- ヒトパピローマウイルス（HPV）感染症 - 皮膚や粘膜との接触から。高リスク型を除くHPVの一部は、イボの尖圭コンジローマの病原体である。子宮頸癌のほとんどが高リスク型HPVの感染によるものであり、さらに一部の肛門癌、陰茎癌、外陰癌の原因でもある。
- 伝染性軟属腫（伝染性軟属腫ウイルス）- 肌に直接触れるなどの濃厚接触による。水イボ。

### 寄生虫
- ケジラミ症（ケジラミ） 痒みと吸血跡。
- 疥癬（ヒゼンダニ） 痒みと線状の跡。

### 原虫
- トリコモナス症（膣トリコモナス）[19]。性器の痛みと分泌物。

## 検査
感染した細菌によって、血液検査、尿検査、ぬぐい取って染色、または培養して観察など各種の方法がとられる。同じ細菌に対しても、方法によって検出精度に差があり不適切な場合がある。
検査機関には病院のほか、肝炎に関しては日本では無料で各自治体が行っている場合がある。エイズ、梅毒、淋病、クラミジアに関しても保健所が無料で行っている場合がある。こうした無料の検査は月に1～2度である。ほか、郵送での検査キットが販売されている。

### 強制検診
日本では、1948年に性病予防法が施行されると、路上の売春婦などを摘発して保健所に同行させ、強制的に性感染症の検診を受けさせる「狩込み」が行われた時期がある。この狩込みについては、1950年10月30日に法制意見局から違憲の疑いがあるとして警告が出されて中止に追い込まれている。

## 診断
梅毒やHIVでは特徴的な口腔の病変が生じ診断の機会となりうるが、淋菌やクラミジアでは症状がなかったり、特徴のない炎症が生じるため見逃されやすい。梅毒の感染が発覚した場合、HIVの検査も推奨される。
イボでは尖圭コンジローマや伝染性軟属腫。

### 鑑別診断
排尿痛、尿道の痛みや分泌液は、性感染症以外でも起こりうるため鑑別が必要である。
- 淋菌性尿道炎[39]。
- クラミジア性尿道炎 - クラミジアが分離できる[39]。
- 非クラミジア性非淋菌性尿道炎 - 主にマイコプラズマ、ウレアプラズマ、トリコモナスなどであり、他の多くの細菌では確実な証拠は不足している[40]。

男性の尿道炎の70%は非淋菌性であり、そのうち30-50%がクラミジアを検出するが、そのクラミジア性尿道炎と非クラミジア性非淋菌性尿道炎との症状の差はみられないため、症状による鑑別は困難であり検査により容易となる。初診時にグラム染色で淋菌の診断が得られれば、クラミジアの検査も行う。淋菌感染者の20-30%がクラミジアの感染を合併しており、クラミジアの検査も必須とされる。グラム染色で淋菌が検出できなければ、核酸増殖法（SDA法）を行う。
淋病では、3-7日で発症し強い排尿痛と膿を伴い、クラミジアでは1-3週間で発症し軽い排尿痛で粘液性の分泌物を伴う。非クラミジア性非淋菌性尿道炎では1-5週間である。

## 予防

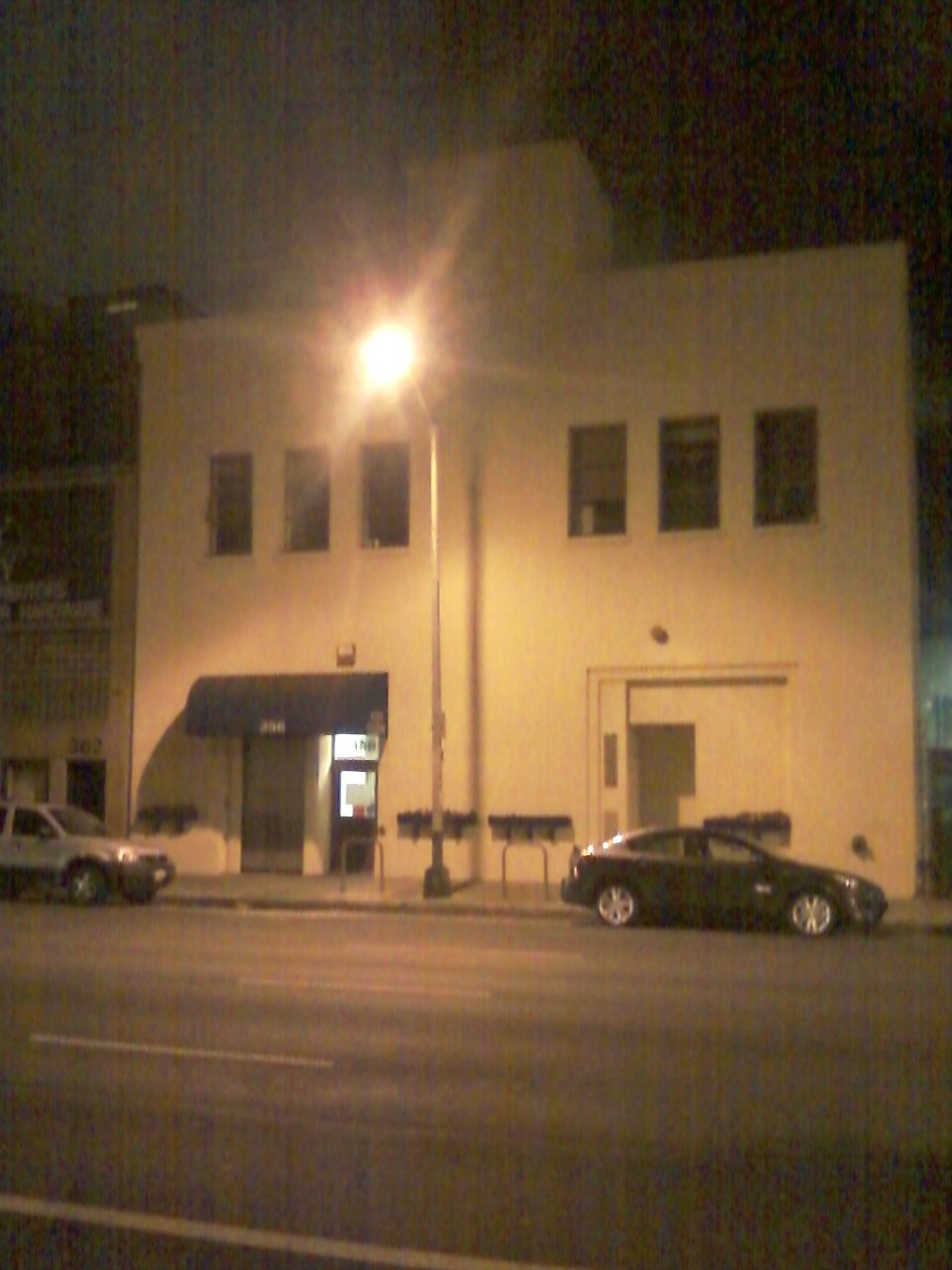
カリフォルニア州サンフランシスコにある性病検査のためのサンフランシスコ・シティ・クリニック。

### カウンセリングと行動科学的アプローチ
淋菌の保菌者の場合、非罹患者との性行為により一回あたり約3割の確率で相手への感染が生じるとされている。
一切の性行為（肛門性交や口腔性交などを含む）を避けることは性感染症を回避する最も信頼のおける方法となる。また、性感染症を防ぐ上では「特定の相手とのみ性行為を行う」「コンドームを使用する」などのセーファーセックスの実行が重要である。これは望まない妊娠を防ぐ上でも重要となる。

### コンドーム
コンドームの使用は効率的に性感染症を予防する事ができる。

### ワクチン
HPV感染症の一部とB型肝炎はワクチンの接種により予防可能である。さらにHIVとヘルペスウイルスについてもワクチンの開発が進められている。

### その他
男性の割礼はHIVをはじめとした性感染症に予防効果がある事が知られている。また、抗ウイルス薬であるテノホビルのゲルもHIVの感染予防等に効果があるとされる。

## 治療
クラミジア感染症や淋病の診断を受けた人のパートナーの治療選択肢には、初回検査なしで医薬品を提供することも慣行である。パートナーの検査や治療を放置すると簡単に再感染する。
以下、日本の2016年のガイドラインより説明する。
オーラルセックスの増加により咽喉の淋菌やクラミジアの感染も増えており、咽喉にも有効な治療が第一選択となる。淋菌の薬剤耐性は著しく、薬剤感受性試験も行う。咽喉では淋菌、クラミジアともに2週間以上開けてから治療判定の検査を行う。
淋菌の薬剤耐性は著しく、ペニシリン系は90%、テトラサイクリン系、ニューキロノン系では70-80%、第三世代のセファロスポリン系でも30-50%が耐性を持ち、セイフィキシムでも無効例が報告されるようになり、セフトリアキソンやスペクチノマイシンの注射剤のみが保険適用の上で推奨でき、2016年時点で100%に近い有効性があり、治療後の検査は必須ではない。アジスロマイシンの2グラムは、90%以上の有効率であるが、1グラムでは40%が治療に失敗しており、地域的に耐性を持つ菌も増えており、第一選択肢ではない。例えば、福岡では2010年の1.8%の割合であったアジストロマイシンに耐性を持つ淋菌は2013年には22.6%だと報告されている。咽喉の淋菌では推奨されるのはセフトリアキソンを1グラムの注射剤のみである。セフトリアキソンの耐性菌も日本では世界に先駆けて報告されている。
クラミジアではマクロライド系のアジスロマイシンやニューキノロン系やテトラサイクリン系が用いられる。
咽喉のクラミジアでは性器への感染に準じる。非クラミジア性非淋菌性でも同様である。マイコプラズマ・ジェニタリウムは、薬剤耐性があり、テトラサイクリン系よりも、アジスロマイシンやクラリスロマイシンやなどマクロライド系が強い殺菌効果を持つが、それでも2000年前後にはほぼ100%であった有効率は低下してきており、2012年のオーストラリアの報告ではアジスロマイシン1グラムでは69%であり、日本ではそこまで失敗が頻発していないため1グラムか2グラムを第一選択とする。ウレアプラズマでは、アジスロマイシン1グラム、あるいはレボフロキサシン500mgを7日間、あるいはシタフロキサシン200mgを1日2回7日間で100%であったため、これらのマクロライド系やニューキノロン系が推奨される。
トリコモナスではメトロニダゾールによる治療が一般的である。
梅毒ではペニシリンが第一選択である。

## 疫学

### 日本
国立感染症研究所の調査では、2008年のデータでは性感染症の罹患率は年々減少、もしくは横ばいとなっていたが、2010年以降は梅毒では増加傾向にあり、特に2014年以降急増している。後天性免疫不全症候群（AIDS）は2010年以降増加にあったが、新規報告件数の約80％を占める日本国籍男性は、2013年（1,401件）をピークとし2017年（1,150件）まで4年連続で緩やかな減少が認められ、代わりに外国国籍報告例数は2013年には約150件、 2017年は196件に達し再増加が認められる。

## 紛らわしい症状
フォアダイス、および真珠様陰茎小丘疹は、発生部位や様態からいかにも尖圭コンジローマなどの性感染症のようにみえるが、性感染症ではない。他人に感染させることはなく、治療の必要もない。